# Język zarfatit
Język zarfatit, język judeofrancuski (צרפתית, fr. zarphatic, tsarfatit) – wymarły język z grupy romańskich, używany przez Żydów w północnej Francji oraz w zachodnich Niemczech w okresie od XI w. do XV w. Rozwinął się z języka starofrancuskiego i zawierał niewiele zapożyczeń z języka hebrajskiego. Był zapisywany zmodyfikowanym alfabetem hebrajskim.

## Historia
Nazwa tego języka pochodzi od hebrajskiego słowa Tzarfat „Francja”. Istnieją teorie, że zarfatit był poprzednikiem języka jidysz wśród diaspory żydowskiej w Niemczech.
Pierwsze teksty w tym języku to glosy rabinów Rasziego i Mosze HaDarszana w ich komentarzach do Tory i Talmudu z XI w. Prześladowania i wygnania Żydów francuskich do Niemiec spowodowały zanik języka zarfatit we Francji i powstanie nowych ośrodków piśmiennictwa w tym języku w takich miastach zachodnich Niemiec, jak Frankfurt nad Menem, Moguncja i Akwizgran. Zarfatit był tam używany aż do końca XIV w., kiedy został wyparty przez jidysz.

## Cechy
Wyjątkową cechą języka zarfatit wśród języków diaspory żydowskiej jest zapisywanie samogłosek przy pomocy systemu nikud. Inną cechą charakterystyczną jest mała liczba zapożyczeń z języka hebrajskiego, co w opinii niektórych językoznawców kwalifikuje zarfatit raczej jako dialekt języka starofrancuskiego (zapisywany innym alfabetem i z inną ortografią) niż jako odrębny język.